# دان كارتر
دان كارتر (بالإنجليزية: Dan Carter) (و. 1982  م) هو لاعب اتحاد الرغبي، ولاعب كرة قدم، وعارض، من نيوزيلندا، ولد في كرايستشرش، يلعب كرامي متوسط ‏.

## التعليم
تعلم في ثانوية كرايستشرش للبنين.

## روابط خارجية
- دان كارتر على موقع IMDb (الإنجليزية)
- دان كارتر عل موقع إسبنسكروم (الإنجليزية)
- دان كارتر على موقع ItsRugby.co.uk (الإنجليزية)